# Ester Bellver
Ester Bellver (Madrid, 1965) es una actriz, directora, productora y dramaturga española.

## Vida profesional
Alumna de Agustín García Calvo en las clases de rítmica que el poeta filósofo daba en el teatro de La Abadía de Madrid; también lo siguió en las tertulias políticas que impartía en el Ateneo de Madrid. Buena parte de la actividad profesional de Bellver ha estado estrechamente relacionada con la dramaturgia del zamorano. Así por ejemplo, su montaje Todas a la una, monólogo coral compuesto por fragmentos de la obra dramática y poética del autor, el recital 'La Flor de la noche' (2020) o la dirección de su obra Pasión (Farsa Trágica) el Centro Dramático Nacional y Teatro Abadía (2019).
Bellver ha trabajado como actriz bajo las directrices de Lluís Pascual (El sueño de la vida); José Luís Gómez (Retablo de la avaricia, la lujuria y la muerte); Rosario Ruíz Rogers (El señor Puntila y su criado Mati); Ernesto Caballero (Montenegro, Rinoceronte); Gerardo Vera (Divinas Palabras, El enemigo del pueblo, Noche XII); Helena Pimenta (Luces de Bohemia); Dan Jemmet (El Burlador); Eusebio Lázaro (Las troyanas); Guillermo Heras (El jardín de Falerina, Nosferatu); Etelvino Vázquez (El caballero de Olmedo); Ángel F. Montesinos (Maribel y la extraña familia, el musical)…
En 2008 crea su propia compañía, ROTURA producciones, en la que estrena protAgonizo (2008), reescritura estrenada en la sala Princesa del Teatro María Guerrero (Centro Dramático Nacional) o Réquiem (2017) montaje nominado a ‘mejor autoría revelación’ en los premios Max 2018.
Sus inicios en el espectáculo fueron como bailarina. Durante la década de los 80 trabajó en diferentes revistas (Doña Mariquita de mi corazón, La Blanca Doble, Tocador de señoras...), programas de Tve y espectáculos musicales con coreografías de Alberto Portillo, Rafael Luna, Nacho Arrieta, Ricardo Ferrante, Cristina Riba, Sally Oneil, Gino Landy... Comienza su carrera de actriz en el espectáculo Entren sin llamar(1989) de la compañía de Pedro Osinaga. Es seleccionada en 1990 para entrar en la escuela de la Cía. Nacional de Teatro Clásico fundada por Adolfo Marsillach, bajo la dirección en esos momentos de Rafael Pérez Sierra y profesores de la talla de María Jesús Valdés, Josefina García Aráez, Joaquín Campomanes... En 1994 entra a formar parte de la primera promoción de actores del Teatro de la Abadía, proyecto dirigido por José Luis Gómez que le procura formación con profesores nacionales e internacionales de prestigio (Maria del Mar Navarro, José Luís Gómez, Vicente fuentes, Rosario Ruíz Rodgers, Agustín García Calvo, Marcello Magni, Tapa Sudana, Darío Fo, Jacques Lecoq, Eugenio Barba...) y en el que permanece 5 años. Posteriormente viaja a Londres para estudiar dos años en École Phillipe Gaulier donde conoce las técnicas del clown y los bufones. Otros maestros de interés son Inés Rivadeneira en canto y Mario Torres en acordeón.
Como actriz para televisión y cine interviene en Cuéntame cómo pasó, Malas temporadas (2005),El equipo Aahhgg (1989).
Publicaciones de textos dramáticos: 
protAgonizo, Manolita, Réquiem (2017) Editorial Esperpento.  
Las másCaras de Godot" (2022) Editorial Invasoras.
Entre 2019 y 2023 se forma como cineasta (Doculens 1, 2, 3 y Master Imagina en escuela Lens de Madrid / Insubordinaciones fílmicas en Escuela Lav de Madrid) especializándose en narrativa documental.